# Pinguipes chilensis
Pinguipes chilensis is een straalvinnige vissensoort uit de familie van krokodilvissen (Pinguipedidae). De wetenschappelijke naam van de soort is voor het eerst geldig gepubliceerd in 1833 door Valenciennes.